# ایوان اریکو
ایوان اریکو (انگلیسی: Yvan Erichot؛ زادهٔ ۲۵ مارس ۱۹۹۰) بازیکن فوتبال اهل فرانسه است.
از باشگاه‌هایی که در آن بازی کرده‌است می‌توان به باشگاه فوتبال کلرمون فوت، باشگاه فوتبال سنت ترویدنس، باشگاه فوتبال لیریا، و باشگاه فوتبال موناکو اشاره کرد.
وی همچنین در تیم ملی فوتبال زیر ۱۷ سال فرانسه بازی کرده‌است.